# Die Ehre der Strizzis
Die Ehre der Strizzis ist eine österreichische Gaunerkomödie von Peter Weck aus dem Jahr 2000. Der Fernsehfilm ist die direkte Fortsetzung der 1999 erschienenen Komödie Geliebte Gegner.

## Handlung
Die Gaunerbande um Paul Schäfer, seinen Sohn Max, Erich, Oskar, Amelie und Nelly erleichtert mit einem Trick den reichen Jafari um drei Millionen Dollar, die sie für ihn vermeintlich reinwaschen wollen. Sie lassen ihn dabei das Geld in einer geschlossenen Bankfiliale deponieren, die sie als funktionierende Filiale hergerichtet haben. Jafari besteht darauf, dass das Geld im Safe der Bank eingeschlossen wird. Max schließt den Tresor und die Gruppe steht ratlos da, kennt doch keiner von ihnen die Safekombination. Es kommt zum Streit zwischen Vater und Sohn und der Rest der Gruppe ist genervt.
Amelie trifft ihre frühere Komplizin Lotte wieder und erzählt ihr von den ständigen Streitereien zwischen Paul und Max. Lotte schlägt vor, beide in einen von ihnen unerkannten Wettstreit treten zu lassen. Sie sollen ein vermeintlich wertvolles Buch von einem Mittelsmann stehlen. Dieses werde sich in wenigen Tagen in der Stadt befinden. Wer das Buch als erster an sich nehmen kann, gewinnt und hat zukünftig das Sagen in der Gruppe. Amelie macht den anderen den Vorschlag und sie stimmen zu. Max und Paul werden auf das Buch angesetzt und beide erfahren über die von Nelly gelenkten Bekannten Kläffer und einen Mann beim Pferderennen, in welchem Hotel sich der Informant Löb aufhält. Der Raum des Mannes ist schwer bewacht und so versucht Paul über den Balkon in das Zimmer einzusteigen. Max hat unterdessen Feueralarm ausgelöst. Im folgenden Gedränge kann er das Buch von einem aus dem Zimmer kommenden Mann entwenden. Paul hat von all dem nichts mitbekommen und sucht im Hotelzimmer nach dem Buch. In der Badewanne findet er eine Männerleiche; wenig später erscheint die Polizei und verhaftet ihn wegen Mordes.
Die Gruppe erkennt, dass Lotte falschgespielt hat. Ihr kam es tatsächlich auf das Buch an, das Max unterdessen bei seinem Lieblingshehler versetzt hat, jedoch wieder holen kann. Im Rückendeckel findet die Gruppe Druckfilme für Euro-Scheine, die zukünftige österreichische Währung. Sie ermöglichen den Druck perfekter Blüten und wurden vom Ermordeten geschaffen. Der entpuppt sich als Gerry Blum, der König der Fälscher. Seine beiden Brüder Theo und David wiederum haben nun nicht nur Interesse an den Druckfolien, sondern auch an der Identität des Mörders. Mit einem Trick holen sie Peter aus dem Gefängnis, der unter Zwang verspricht, in 48 Stunden sowohl die Folien als auch den wahren Mörder zu liefern. Paul wiederum geht zur Chefinspektorin der Polizei und schlägt ihr einen Handel vor, dem sie zustimmt.
Die Gruppe macht das Drucklager von Lotte ausfindig, die bereits die Druckfolien für eine Seite der Scheine besitzt. Mit den neuen Druckfolien schafft die Gruppe einige vollständige Blüten und bringt sie den Blum-Brüdern. Zudem lassen sie den Hehler Schwitzer aussagen, dass Lottes Kompagnon Springer, dem Max damals das Buch gestohlen hatte, die Druckfolien ohne Wissen Lottes an sich genommen hat. Die Blum-Brüder geben eine der Blüten an Lotte weiter, um ihr den Betrug durch Springer deutlich zu machen. Da Jafari sein Geld haben will, steht die Gruppe unter Druck. Sie überfallen als vermeintliche Araber Springer und bieten ihm einen Deal an: Gegen drei Millionen erhält er die Druckfolien. Übergabeort und -zeit stimmen mit den Angaben überein, die auch Jafari von der Gruppe für die Geldübergabe erhalten hat. Auch die Blum-Brüder und Lotte werden in die Zeit eingeweiht. Alle erscheinen zur gleichen Zeit am gleichen Ort. Jafari glaubt, sein Geld wiederzukriegen und ist entsetzt, als er statt Dollars plötzlich Euro-Scheine vor sich sieht. Springer glaubt, die Folien zu erhalten, während Lotte glaubt, Springer mache hinter ihrem Rücken Geschäfte. Bevor alle aufeinander losgehen können, erscheint Paul und erklärt, sie alle seien in eine Falle gegangen. Die Polizei stürmt das Gebäude und nimmt alle fest. Pauls Handel mit der Chefinspektorin hat funktioniert, auch wenn sie glaubt, dass die Gruppe zu gut aus der Sache herauskommt.
Später sitzt die Gruppe vergnügt beim Essen, doch der Streit zwischen Paul und Max geht erneut los. Die Gruppe jedoch kriegt die im Safe verschlossenen drei Millionen Dollar doch noch: Als die Filiale abgerissen wird, erscheint Erich mit einem Bagger und nimmt den gesamten herausgerissenen Safe in der Baggerschaufel mit.

## Produktion
Die Ehre der Strizzis wurde 1999 in Wien und Umgebung gedreht. Der Film lief erstmals am 1. Oktober 2000 auf ORF im Fernsehen. Die, im Film erwähnte U-Bahn Station "Schillerstrasse" ist die damals im Bau befindliche U-Bahn Station "Gasometer" der Linie U3, die im Jahr 2000 nach Simmering verlängert wurde.

## Kritik
Für den film-dienst war Die Ehre der Strizzis eine „etwas schräge (Fernseh-)Gaunerkomödie, unterhaltsam durch die vertraute Portion an österreichischem Charme und Schmäh.“